# Ambroise Ledru
 (janvier 2022).
Si vous disposez d'ouvrages ou d'articles de référence ou si vous connaissez des sites web de qualité traitant du thème abordé ici, merci de compléter l'article en donnant les références utiles à sa vérifiabilité et en les liant à la section « Notes et références ».
Ambroise Ledru, dit aussi l'abbé Ledru, né le 20 mars 1849 au Mans et mort le 9 janvier 1935 dans la même ville, est un historien et ecclésiastique français, spécialisé dans l'histoire de la province du Maine.

## Biographie
Né au Mans en 1849 d'un père bourrelier au faubourg de la Croix-d'Or, il est successivement élève des Prêtres de la doctrine chrétienne, de la psalette de la cathédrale, du petit séminaire de Précigné, et du grand séminaire du Mans.
Il devient prêtre du diocèse du Mans, chanoine honoraire et enseignant jusqu'en 1883.
Durant ses temps libres, il apprend la paléographie et fonde avec quelques érudits la Société historique et archéologique du Maine en 1876, pour laquelle il rédige ses deux premiers articles.
Devenu précepteur à Paris, il fréquente la Bibliothèque et les Archives nationales, où il rencontre l'abbé Angot, du diocèse de Laval. Ils deviennent collaborateurs et amis.
Secrétaire du duc de la Trémoille, il suit les cours de Léon Gautier à l'École des chartes, avant de rentrer au Mans en 1892.
En 1893 il co-fonde avec Louis-Ernest Dubois, futur archevêque de Paris, la Société historique de la province du Maine, qu'il préside. Cette société savante est à l'origine d'une nouvelle revue d'histoire locale, La Province du Maine, qui engendre en 1899 la Société des archives historiques du Maine.
Il est l’auteur de nombreux articles et ouvrages touchant à l’histoire du Maine. Il a également publié des textes latins et écrit sous le pseudonyme « Aris-Rudel ».

## Principales publications
- La Province du Maine, revue de la Société historique de la province du Maine ;
- (avec le duc des Cars) Le Château de Sourches, au Maine, et ses seigneurs, 1887, 426 pages [lire en ligne]
- Histoire de la Maison de Mailly, 1893, tome 1, tome 2, Paris, 552 & 554 pages ;
- La Cathédrale du Mans (Saint Julien), 1895, 172 pages ; 2e édition, 1900, 510 pages ;
- Histoire de la Maison de Broc, 1898, tome 1, tome 2 ;
- Histoire de la Maison de Béry, 1902, 429 pages (reprinté en 1978 par les éditions Slatkine) ;
- (avec l'abbé L-J Denis et Eugène Vallée) La Maison de Maillé, 1905, tome 1, tome 2, tome 3 ;
- Le Mans et ses environs, excursions dans la Sarthe, 1905, 108 pages ; 2e édition, 1914, 140 pages ; 3e édition, 1930, 149 pages ;
- (avec Eugène Vallée) La Maison de Faudoas, 1907-1908, tome 1, tome 2, tome 3 ;
- Répertoire des Monuments et objets anciens préhistoriques, gallo-romains, mérovingiens et carolingiens existant ou trouvés dans les départements de la Sarthe et de la Mayenne, 1911, Le Mans, 431 pages (reprinté en 1981 par les Editions Jeanne Laffitte) ;
- Dom Guéranger, abbé de Solesmes, et Mgr Bouvier, évêque du Mans, 1911, 385 pages ;
- Les premiers temps de l'Eglise du Mans, Légendes et histoire, 1 les origines, 1913, XVII-274 pages (seul tome paru) ;
- Les Châteaux de la Sarthe, 9 fascicules parus de 1908 à 1914 : 1, Les Perrais, la Chevalerie et Turbilly ; 2, Sérillac, Courteilles de Maule ; 3, Boisclaireau ; 4, Courcival ; 5, La Quentinière ; 6, Antoigné ; 7, Juillé ; 8, La Roche-Mailly ; 9, Bonnétable.